# Eupelmus cupreicollis
Eupelmus cupreicollis är en stekelart som beskrevs av William Harris Ashmead 1900. Eupelmus cupreicollis ingår i släktet Eupelmus och familjen hoppglanssteklar. Inga underarter finns listade i Catalogue of Life.